# Romazotti (Q114)
Pour les articles homonymes, voir Gaston Romazzotti.
Le Romazotti (Q114) est un sous-marin de la Marine nationale française qui a servi dans l'entre-deux-guerres.